# 언옵테늄
언옵테늄(Unobtainium)은 소설, 사고 실험, 공학 등에서 나오는 가상의 물질이자 금속으로 획득하기 매우 어렵거나 불가능하고, 설령 얻을 수 있더라도 과업을 거쳐야 한다. 이 물질은 소설에 따라 각기 다른 물질로 설명되며, 종종 아이러니와 유머의 소재로 쓰인다.
어원은 영어 단어 ‘Unobtainable’(구할 수 없는)과 원소의 접미사 ‘-nium’을 합쳐서 따왔다. 공학적으로는 ‘Wishalloy’로 부르기도 한다.

## 대중문화
2009년 개봉된 제임스 카메론의 영화 아바타에 이 개념을 차용한 언옵테늄이라는 광물이 등장한다. 단 영화에서의 영문 표기는 unobtanium으로 약간 다르다. 아바타의 세계관에서 이 광물은 센타우루스자리 알파 A 행성계의 폴리페모스를 도는 외계 위성 판도라에 매장되어 있고, 이 광물은 인류가 우주를 탐사하고 생존해 나가는 데 있어 매우 중요한 물질로 설정되어 있다.

## 같이 보기
- 디스프로슘